# Anthrax lineata
Anthrax lineata är en tvåvingeart som först beskrevs av Walker 1857.  Anthrax lineata ingår i släktet Anthrax och familjen svävflugor. Inga underarter finns listade i Catalogue of Life.